# Lluïsa Maria Adelaida de Borbó
Lluïsa Maria Adelaida de Borbó, duquessa d'Orleans (París 1753 - Castell d'Ivry-sur-Seine (París) 1821). Pertanyent a una branca de la Casa dels Borbó de França descendent del rei Lluís XIV de França, Adelaida fou coneguda com a Mademoiselle de Ivry i posteriorment de Penthièvre.
Nascuda a París, el dia 13 de març de l'any 1753, era filla del duc Lluís de Borbó i de la princesa Maria Teresa d'Este. Adelaida era neta per via paterna del duc Lluís Alexandre de Borbó i de la duquessa Maria Victòria de Noailles i per via materna del duc Francesc III de Mòdena i de la princesa Carlota d'Orleans.
Quan l'any 1768 morí el seu germà gran, el príncep de Lamballe, Adelaida es convertí en hereva absoluta del patrimoni de la família Penthièvre que era considerat un dels més remarcables de la França del segle xviii.
El 5 d'abril de l'any 1769 contragué matrimoni amb el duc Lluís Felip d'Orleans, llavors duc de Chartres, fill del duc Lluís Felip d'Orleans i de la princesa Lluïsa Enriqueta de Borbó. La parella tingué quatre fills que arribaren a edat adulta:
- SM el rei Lluís Felip I de França, nat a París el 1773 i mort a Claremont House (Surrey) el 1850. Es casà amb la princesa Maria Amèlia de Borbó-Dues Sicílies.

- Antoni d'Orleans, duc de Montpensier, nat a París el 1775 i mort a Salt Hill (Anglaterra) el 1807.

- Eugènia d'Orleans, nada el 1777 a París i morta el 1847 al Palau de les Teuleries. Es casà amb el baró d'Athelin.

- Lluís d'Orleans, comte de Beaujolais, nat a París el 1779 i mort a La Valletta el 1808.

Aviat el matrimoni dels ducs es manifestà incompatible, i el duc d'Orleans inicià una llarga llista d'amants entre les quals hi destacaren, la comtessa de Genlis, la senyoreta Eliott o la marquesa de Buffon. La parella se separà el dia 25 de juliol de l'any 1792.
La duquessa es retirà de la vida pública al costat del seu pare, el duc de Penthièvre, al castell de Bizy a la Normandia. Serà al castell de Bizy on la duquessa rebí les notícies sobre la mort de la seva cunyada, la princesa de Lamballe, el setembre de 1792, o de l'execució del seu cosí, el rei Lluís XVI de França, el gener de 1793, pocs mesos després de l'execució del monarca, el pare d'Adelaida morí deixant-li tota la seva fortuna.
Arran de la fugida del futur rei Lluís Felip I de França, tots els Borbons que encara restaven a França foren detinguts. La duquessa fou traslladada a París i els seus fills empresonats a Marsella. Pocs dies després, el duc d'Orleans fou guillotinat. No serà fins a l'any 1794 que fou posada en llibertat.
A partir de l'alliberació de 1794, la duquessa s'instal·là en una antiga residència dels Penthièvre a París i fou allà on trobà l'amor de la seva vida, un ciutadà francès de nom Rouzet. L'any 1796, el duc de Montpensier i el comte Beaujolais foren posats en llibertat i enviats als Estats Units, la duquessa no tornà a veure mai els seus fills que moriren l'any 1807 i l'any 1808 respectivament a causa d'una malaltia.
A París, la duquessa i Rouzet viuran un gran amor. Però, l'any 1797, la duquessa és expulsada del país a causa d'un decret que obligà a tots els membres de la Casa dels Borbó a abandonar el país. Instal·lada a Espanya, la duquessa mantindrà la seva tòrrida relació, tornant a França l'any 1814.
Retornats a França, la duquessa intentarà reunir de nou el seu extens i fabulós patrimoni familiar, la qual cosa l'abocà a iniciar un gran nombre de causes penals. La duquessa morí el 1821 a causa d'una llarga malaltia que li causà enormes patiments.